# Vasconcellea × heilbornii
Vasconcellea ×heilbornii (sin.: Carica pentagona), cujo fruto é conhecido pelo nome comercial de babaco, é uma planta fruteira nativa do noreste da América do Sul, provavelmente da Província de Loja, Equador, que se acredita ser um híbrido natural entre as espécies Vasconcellea stipulata e Vasconcellea cundinamarcensis. A planta, da qual existem vários cultivares, é cultivada comercialmente em múltiplas regiões temperadas e subtropicais.

## Descrição
O babaco pode crescer a altitudes superiores a 2000 msnm nas regiões tropicais, sendo uma das espécies de Caricaceae mais tolerantes ao frio.
É um arbusto que não se ramifica, podendo alcançar 5 a 8 m de altura. O seu fruto distingue-se da papaia por ser mais estrito e alongado, tipicamente com menos de 10 cm de diâmetro.
Como a papaia, o babaco é cultivado pelo seu fruto comestível e pelo suco extraído do seu fruto. Os cultivos fora da sua região de distribuição natural tem vindo a crescer, nomeadamente na Nova Zelândia, Guernsey e no Reino Unido.